# 1293
- Wikisource

| Calendário gregoriano                                                        | 1293 MCCXCIII                                         |
| Ab urbe condita                                                              | 2046                                                  |
| Calendário arménio                                                           | 742 – 743                                             |
| Calendário bahá'í                                                            | -551 – -550                                           |
| Calendário budista                                                           | 1837                                                  |
| Calendário chinês                                                            | 3989 – 3990 Início a 8 de fevereiro (aproximadamente) |
| Calendário copta                                                             | 1009 – 1010                                           |
| Calendário etíope                                                            | 1285 – 1286                                           |
| Calendários hindus - Vikram Samvat - Calendário nacional indiano - Cáli Iuga | 1348 – 1349 1214 – 1215 4393 – 4394                   |
| Calendário Holoceno                                                          | 11293                                                 |
| Calendário islâmico                                                          | 692 – 693                                             |
| Calendário judaico                                                           | 5053 – 5054                                           |
| Calendário persa                                                             | 671 – 672                                             |
| Calendário rúnico                                                            | 1543                                                  |
| Calendário solar tailandês                                                   | 1836                                                  |

1293 (MCCXCIII, na numeração romana) foi um ano comum do século XIII do Calendário Juliano, da Era de Cristo, e a sua letra dominical foi D (53 semanas), teve início a uma quinta-feira e terminou também a uma quinta-feira.
No reino de Portugal estava em vigor a Era de César que já contava 1331 anos.
| Ano completo                        |
| ----------------------------------- |
| Ano comum com início à quinta-feira |

## Eventos
- 20 de Maio - Um terremoto em Kamakura, Japão mata um número estimado de 30 000 pessoas.
- Dante Alighieri completa o seu livro de versos Vita Nuova.
- Ataque mongol à cidade de Moscovo.
- Stralsund, na Alemanha, torna-se membro da Liga Hanseática.

## Nascimentos
- Filipe de Valois, futuro Duque de Valois, e posteriormente Rei de França.
- Beatriz de Castela, rainha consorte do rei D. Afonso IV de Portugal (m. 1359).